# パウルとパウラの伝説
映画『パウルとパウラの伝説』（Die Legende von Paul und Paula）は、1973年のハイナー・カーロウ監督による東ドイツ映画。本作は公開直後から圧倒的な支持を集め、3,294,985人の観客を動員した（当時東ドイツの人口は約1,700万人）。その同時代性、内容、芸術などの面で、東ドイツ映画の傑作としていまも高く評価される。制作はDEFA（東ドイツ映画会社）のバーベルスベルク撮影スタジオで行われた。

## あらすじ
パウルとパウラは家が近所で幼い頃から顔見知りだ。パウルはキャリア官僚となり、妻もいるが、家庭生活には満足していない。パウラはスーパーで働き、シングルマザーとして2人の子どもを育てている。パウラは生活のために別の男性と結婚するところだったが、本当の幸せを求めてもいた。パウルとパウラはたまたまディスコで出会う。2人はたちまち恋に落ち、その思いは募るばかりだ。パウルは幸せを感じるが、離婚して対外貿易省の官僚としての自分のキャリアが危うくなることを望まなかった。パウラはそんなパウルに裏切られたと感じる。パウラは息子を事故で失い、不実な恋への罰だと自責の念に駆られ、パウルに別れを告げる。そこでようやくパウルはパウラへの深い愛に気づく。だがパウラはパウルを受け入れようとはしなかった。パウルはパウラの愛を得ようと奮闘し、2人はついに一緒に暮らし始める。パウラはパウルとの子どもを身ごもるが、出産すれば自分の命が危ういと医師に告げられる。しかしパウラは子どもを産むことを選択し、出産とともに息を引き取る。

## 作品情報
- 原題：Die Legende von Paul und Paula
- 制作国：ドイツ民主共和国
- 言語：ドイツ語
- 制作年：1973年
- 上映時間：105分
- 制作会社：DEFA
- 配給会社：VEB Progress Film-Vertrieb
- 形式：カラー - 1.66：1 - ステレオ - 35mm
- ジャンル：劇映画

## スタッフ
- 監督：ハイナー・カーロウ（ドイツ語版）
- 脚本：ハイナー・カーロウ、ウルリヒ・プレンツドルフ
- 撮影：ユルゲン・ブラウアー（ドイツ語版）
- 編集：エヴェリン・カーロウ（ドイツ語版）
- 音楽：ペーター・ゴットハルト
- 録音：ヴェルナー・ブラス
- 助監督：エレオノレ・ドレッセル
- 美術：ハリー・ロイポルト
- 演出：アンネ・プーファー
- 演奏：グスタフ・シュマール、DEFA交響楽団、プディーズ（ドイツ語版）
- 衣装：バーバラ・ブラウマン
- メイク：ベルンハルト・シュルムス、レギーナ・タイヒマン
- 制作：エーリッヒ・アルブレヒト

## 出演
- アンゲリカ・ドムレーゼ（ドイツ語版）（パウラ）
- ヴィンフリート・グラットツェーダー（ドイツ語版）（パウル）
- ハイデマリー・ヴェンツェル（ドイツ語版）（イネス。パウルの妻）
- フレッド・デルマーレ（ドイツ語版）（ザフト）
- ロルフ・ルードヴィヒ（ドイツ語版）（医者）
- フランク・シェンク（ドイツ語版）（同僚のシュミット）
- ディートマー・リヒター-ライニック（ドイツ語版）（友人）
- ペーター・ゴットハルト（別の同僚）
- ユルゲン・フロリープ（ドイツ語版）（金髪のマルティン）
- エヴァ-マリア・ハーゲン（ドイツ語版）（マルティンの恋人）

## 関連文献
- 高岡智子「東ドイツ映画『パウルとパウラの伝説』のメロドラマ的作劇法 : ロックと映画音楽の社会史的一考察」『表現文化研究」10(2), 185-197 (2011) https://cir.nii.ac.jp/crid/1390009224927626880
- Stott, Rosemary. 2016."The State-Owned Cinema Industry and Its Audience." In Re-Imagining DEFA: East German Cinema in its National and Transnational Contexts, ed. Séan Allan and Sebastian Heiduschke, 19-40. New York: Berghahn Books. ISBN 978-1-785-33105-3.
- Winfried Glatzeder, Manuela Runge: Paul und ich. Autobiographie. Aufbau, Berlin 2008. ISBN 978-3-351-02665-3.
- Ulrich Plenzdorf: Legende vom Glück ohne Ende. 11. Auflage, Suhrkamp Taschenbuch 722, Frankfurt am Main 2005 (Erstausgabe: Hinstorff, Rostock 1979, ISBN 978-3-518-37222-7 (enthält Die Legende von Paul und Paula sowie die Fortsetzung Die Legende vom Glück ohne Ende)).
- Ulrich Plenzdorf: Die Legende von Paul & Paula. Filmerzählung. 18. Auflage, Suhrkamp-Taschenbuch 173, Frankfurt am Main 2007 (Erstausgabe: Henschelverlag Kunst und Gesellschaft, Berlin (Ost) 1974), ISBN 978-3-518-36673-8 (Drehbuchfassung, weicht ab vom Roman).